# Власенко Аллін Григорович
Аллі́н Григо́рович Вла́сенко (30 червня 1938, Челябінськ — 23 листопада 2021, Київ) — український диригент, заслужений діяч мистецтв УРСР, народний артист України (2000), професор Національної музичної академії України імені Петра Чайковського.

## Життєпис
Народився у сім'ї військового офіцера. У Харкові (місці служби батька) навчався в музичній школі (клас фортепіано), був солістом у дитячому хорі.
Знайомство з тодішнім ректором Харківської консерваторії Володимиром Комаренком вплинуло на остаточний вибір професії музиканта. Аллін Власенко почав навчатися в педагога Г. Рикова (клас кларнета) на оркестровому відділі спеціальної музичної школи-десятирічки при консерваторії.

### Консерваторія, аспірантура
1958 року вступив до Харківської консерваторії на оркестровий факультет. Уже на третьому курсі став керівником групи кларнетів симфонічного оркестру Харківського оперного театру. Мистецтво диригування опановував під керівництвом доцента Аліси Відулиної (учениця видатного диригента, Народного артиста України — Валерія Климова).
1961 року закінчив оркестровий факультет Харківської консерваторії, по класу кларнета.
1966 року поступає до аспірантури з оперно-симфонічного диригування у клас Михайла Канерштейна (м. Київ).
З 1966 року — диригент Державного симфонічного оркестру України. Наставниками Аліна Григоровича у цей період життя були Веніамін Тольба, Натан Рахлін, Костянтин Симеонов, Борис Чистяков. Отримав можливість удосконалювати свою диригентську майстерність у Євгена Мравінського та Степана Турчака.

### Викладач
З 1967 стає викладачем Київської державної консерваторії.
У процесі виховання нового покоління диригентів сформував власну диригентську школу.

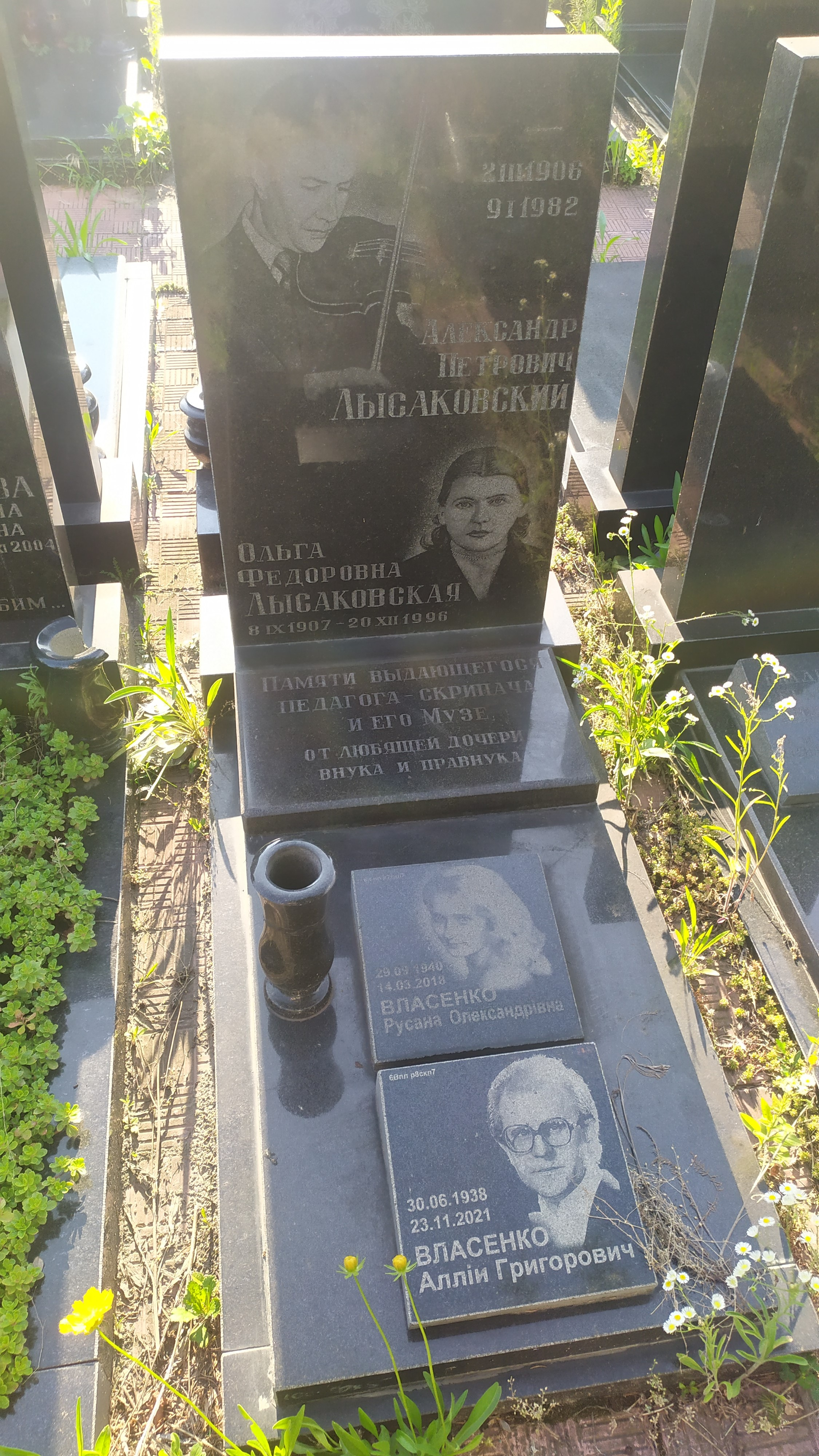
Могила Алліна Власенка та його родини, Байкове кладовище

З 1971 року працює у Київському театрі опери та балету.
В 1993—1997 роках, опікуючись оркестром Харківської філармонії, відродив цей колектив, спонукав до активної виконавської діяльності.
Помер 23 листопада 2021 року. Похований у колумбарії Байкового кладовища разом з дружиною та її батьками.

### Співпраця
У різні періоди творчості співпрацював з великою кількістю знаних музикантів:
- учні: Володимир Сіренко, Вікторія Жадько, Андрій Іваниш, Наталя Пономарчук, Сергій Власов (Росія), Ігор Андрієвський, Іван Чередніченко, Сергій Голубничий, Іван Корінь, Іван Богданов та інші.
- інструменталісти: Р. Керер, Д. Башкиров, Б. Которович, О. Криса, Р. Жіанолі (Франція), О. Семчук
- співаки: А. Солов'яненко, Д. Гнатюк, Є. Мірошниченко, Г. Ципола, М. Стефюк, О. Басистюк
- диригенти: Веніамін Тольба, Натан Рахлін, Костянтин Симеонов, Борис Чистяков,
Євген Мравінський, Степан Турчак

## Творчий доробок
У творчому доробку Алліна Власенка —
- «Запорожець за Дунаєм» С. Гулака-Артемовського,
- «Наталка Полтавка» М. Лисенка,
- «Аскольдова могила» О. Верстовського,
- «Севільський цирульник» Дж. Россіні,
- «Фауст» Ш. Гуно,
- «Травіата» Дж. Верді,
- «Абесалом і Етері» Захарія Паліашвілі,
- «Ярослав Мудрий» Г. Майбороди та інші.

Як диригент-постановник здійснив низку значних музичних інтерпретацій, серед яких
- «Лісова пісня» М. Скорульського,
- «Лускунчик» та «Спляча красуня», «Третя сюїта» П. Чайковського,
- «Баядерка», «Пахіта» Л. Мінкуса,
- «Сильфіда» Х. Левенсхольда,
- «Марна пересторога» Л. Герольда,
- «Коппелія» Л. Деліба,
- хореографічні мініатюри «Запрошення до танцю» К. Вебера,
- «Шарка» Б. Сметани.

Всього у балетному та оперному репертуарі Алліна Григоровича Власенка — понад 50 вистав.

## Нагороди
- Орден «За заслуги» ІІІ ступеня (3 липня 2008)[3]